# Rappresentanti dell'Arizona
L'Arizona è attualmente rappresentato alla Camera dei rappresentanti degli Stati Uniti da 9 delegati, eletti in distretti con il sistema first-past-the-post ogni due anni. Il numero dei delegati è proporzionale alla popolazione dello stato.
Dal 1864 al 1912, durante l'esistenza del Territorio dell'Arizona, il territorio venne rappresentato da un unico deputato eletto at-large, cioè con la base elettorale costituita dall'intero territorio. Dall'accesso all'Unione, nel 1912, e fino al 1946, lo stato venne rappresentato sempre da un unico delegato, sempre eletto at-large. I rappresentanti incrementarono poi con l'aumento della popolazione, fino ad arrivare alla quota attuale di nove, in vigore dal 2013; l'attuale quota è stata confermata anche dall'ultimo censimento del 2020.

## Elenco

### Distretto congressualeat-largedel Territorio dell'Arizona
| N. | Foto | Senatore                     | Partito | Partito      | Carica          | Carica           | Congresso         | Mandati | Elezioni                                    |
| N. | Foto | Senatore                     | Partito | Partito      | Inizio          | Termine          | Congresso         | Mandati | Elezioni                                    |
| -- | ---- | ---------------------------- | ------- | ------------ | --------------- | ---------------- | ----------------- | ------- | ------------------------------------------- |
| 1  |      | Charles Debrille Poston      |         | Repubblicano | 5 dicembre 1864 | 4 marzo 1865     | 38                | 1       | 1964 Perse la rielezione                    |
| 2  |      | John Noble Goodwin           |         | Repubblicano | 4 marzo 1865    | 4 marzo 1867     | 39                | 1       | 1865 Non ricandidatosi                      |
| 3  |      | Coles Bashford               |         | Indipendente | 4 marzo 1867    | 4 marzo 1869     | 40                | 1       | 1866                                        |
| 4  |      | Richard Cunningham McCormick |         | Unionista    | 4 marzo 1869    | 4 marzo 1875     | 41 · 42 · 43      | 3       | 1868 · 1870 · 1872 Non ricandidatosi        |
| 5  |      | Hiram Sanford Stevens        |         | Democratico  | 4 marzo 1875    | 4 marzo 1879     | 44 ·              | 2       | 1874 · 1876 Non ottenne la ricandidatura    |
| 5  |      | John G. Campbell             |         | Democratico  | 4 marzo 1879    | 4 marzo 1881     | 46                | 1       | 1878 Non ricandidatosi                      |
| 6  |      | Granville Henderson Oury     |         | Democratico  | 4 marzo 1881    | 4 marzo 1885     | 47 · 48           | 2       | 1880 · 1882 Non ricandidatosi               |
| 7  |      | Curtis Coe Bean              |         | Repubblicano | 4 marzo 1885    | 4 marzo 1887     | 49                | 1       | 1884 Perse la rielezione                    |
| 8  |      | Marcus A. Smith              |         | Democratico  | 4 marzo 1887    | 4 marzo 1895     | 50 · 51 · 52 · 53 | 4       | 1886 · 1888 · 1890 · 1892 Non ricandidatosi |
| 9  |      | Oakes Murphy                 |         | Repubblicano | 4 marzo 1895    | 4 marzo 1897     | 54                | 1       | 1894 Non ricandidatosi                      |
| 10 |      | Marcus A. Smith              |         | Democratico  | 4 marzo 1897    | 4 marzo 1899     | 55                | 1       | 1896 Non ricandidatosi                      |
| 11 |      | John Frank Wilson            |         | Democratico  | 4 marzo 1899    | 4 marzo 1901     | 56                | 1       | 1898 Non ricandidatosi                      |
| 12 |      | Marcus A. Smith              |         | Democratico  | 4 marzo 1901    | 4 marzo 1903     | 57                | 1       | 1900 Non ricandidatosi                      |
| 13 |      | John Frank Wilson            |         | Democratico  | 4 marzo 1903    | 4 marzo 1905     | 58                | 1       | 1902 Non ricandidatosi                      |
| 14 |      | Marcus A. Smith              |         | Democratico  | 4 marzo 1905    | 4 marzo 1909     | 59 · 60           | 2       | 1904 · 1906                                 |
| 15 |      | Ralph H. Cameron             |         | Repubblicano | 4 marzo 1909    | 18 febbraio 1912 | 61 · 62           | 2       | 1908 · 1910 Candidatosi al Senato           |

### Distretto congressualeat-large
| N.       | Foto     | Senatore           | Partito  | Partito     | Carica           | Carica         | Congresso                             | Mandati      | Elezioni                                                                    |
| N.       | Foto     | Senatore           | Partito  | Partito     | Inizio           | Termine        | Congresso                             | Mandati      | Elezioni                                                                    |
| Seggio A | Seggio A | Seggio A           | Seggio A | Seggio A    | Seggio A         | Seggio A       | Seggio A                              | Seggio A     | Seggio A                                                                    |
| -------- | -------- | ------------------ | -------- | ----------- | ---------------- | -------------- | ------------------------------------- | ------------ | --------------------------------------------------------------------------- |
| 1        |          | Carl Hayden        |          | Democratico | 19 febbraio 1912 | 4 marzo 1927   | 62 · 63 · 64 · 65 · 66 · 67 · 68 · 69 | 8            | 1911 · 1912 · 1914 · 1916 · 1918 · 1920 · 1922 · 1924 Candidatosi al Senato |
| 2        |          | Lewis W. Douglas   |          | Democratico | 4 marzo 1927     | 4 marzo 1933   | 70 · 71 · 72 · 73                     | 3 1⁄2        | 1926 · 1928 · 1930 · 1932 Dimessosi per diventare Direttore del Bilancio    |
| Vacante  | Vacante  | Vacante            | Vacante  | Vacante     | 4 marzo 1933     | 3 ottobre 1933 | 73                                    |              |                                                                             |
| 3        |          | Isabella Greenway  |          | Democratico | 3 ottobre 1933   | 3 gennaio 1937 | 74                                    | 1            | Eletta per terminare il mandato di Douglas · 1934 Non ricandidatasi         |
| 4        |          | John R. Murdock    |          | Democratico | 3 gennaio 1937   | 3 gennaio 1949 | 75 · 76 · 77 · 78 · 79 · 80           | 6            | 1936 · 1938 · 1940 · 1942 · 1944 · 1946 Candidatosi nel 1º distretto        |
| Seggio B |          |                    |          |             |                  |                |                                       |              |                                                                             |
| 1        |          | Richard F. Harless |          | Democratico | 3 gennaio 1943   | 3 gennaio 1949 | 3                                     | 78 · 79 · 80 | 1942 · 1944 · 1946 Candidatosi a Governatore                                |

### 1º distretto congressuale
| N. | Foto | Senatore            | Partito | Partito      | Carica         | Carica         | Congresso                                                                | Mandati | Elezioni |
| N. | Foto | Senatore            | Partito | Partito      | Inizio         | Termine        | Congresso                                                                | Mandati | Elezioni |
| -- | ---- | ------------------- | ------- | ------------ | -------------- | -------------- | ------------------------------------------------------------------------ | ------- | --- |
| 1  |      | John R. Murdock     |         | Democratico  | 3 gennaio 1949 | 3 gennaio 1953 | 81 · 82                                                                  | 2       | 1948 · 1950 Perse la rielezione                                                                                          |
| 2  |      | John J. Rhodes, Jr. |         | Repubblicano | 3 gennaio 1953 | 3 gennaio 1983 | 83 · 84 · 85 · 86 · 87 · 88 · 89 · 90 · 91 · 92 · 93 · 94 · 95 · 96 · 97 | 15      | 1952 · 1954 · 1956 · 1958 · 1960 · 1962 · 1964 · 1966 · 1968 · 1970 · 1972 · 1974 · 1976 · 1978 · 1980 Non ricandidatosi |
| 3  |      | John McCain         |         | Repubblicano | 3 gennaio 1983 | 3 gennaio 1987 | 98 · 99                                                                  | 2       | 1982 · 1984 Candidatosi al Senato                                                                                        |
| 4  |      | John J. Rhodes III  |         | Repubblicano | 3 gennaio 1987 | 3 gennaio 1993 | 100 · 101 · 102                                                          | 3       | 1986 · 1988 · 1990 Perse la rielezione                                                                                   |
| 5  |      | Sam Coppersmith     |         | Democratico  | 3 gennaio 1993 | 3 gennaio 1995 | 103                                                                      | 1       | 1992 Candidatosi al Senato                                                                                               |
| 6  |      | Matt Salmon         |         | Repubblicano | 3 gennaio 1995 | 3 gennaio 2001 | 104 · 105 · 106                                                          | 3       | 1992 · 1994 · 1996 Candidatosi come Governatore                                                                          |
| 7  |      | Jeff Flake          |         | Repubblicano | 3 gennaio 2001 | 3 gennaio 2003 | 107                                                                      | 1       | 1998 Candidatosi nel 6º distretto                                                                                        |
| 8  |      | Rick Renzi          |         | Repubblicano | 3 gennaio 2003 | 3 gennaio 2009 | 108 · 109 · 110                                                          | 3       | 2002 · 2004 · 2006 Non ricandidatosi                                                                                     |
| 9  |      | Ann Kirkpatrick     |         | Democratico  | 3 gennaio 2009 | 3 gennaio 2011 | 111                                                                      | 1       | 2008 Perse la rielezione                                                                                                 |
| 10 |      | Paul Gosar          |         | Repubblicano | 3 gennaio 2011 | 3 gennaio 2013 | 112                                                                      | 1       | 2010 Candidatosi nel 4º distretto                                                                                        |
| 11 |      | Ann Kirkpatrick     |         | Democratico  | 3 gennaio 2013 | 3 gennaio 2017 | 113 · 114                                                                | 2       | 2012 · 2014 Candidatasi al Senato                                                                                        |
| 12 |      | Tom O'Halleran      |         | Democratico  | 3 gennaio 2017 | 3 gennaio 2023 | 115 · 116 · 117                                                          | 3       | 2016 · 2018 · 2020 Perse la rielezione                                                                                   |
| 13 |      | David Schweikert    |         | Repubblicano | 3 gennaio 2023 | in carica      | 118 · 119                                                                | 2       | 2022 · 2024 |

### 2º distretto congressuale
| N.      | Foto    | Senatore        | Partito | Partito      | Carica          | Carica          | Congresso                                                                   | Mandati | Elezioni |
| N.      | Foto    | Senatore        | Partito | Partito      | Inizio          | Termine         | Congresso                                                                   | Mandati | Elezioni |
| ------- | ------- | --------------- | ------- | ------------ | --------------- | --------------- | --------------------------------------------------------------------------- | ------- | --- |
| 1       |         | Harold Patten   |         | Democratico  | 3 gennaio 1949  | 3 gennaio 1955  | 81 · 82 · 83                                                                | 3       | 1948 · 1950 · 1952 Non ricandidatosi |
| 2       |         | Stewart Udall   |         | Democratico  | 3 gennaio 1955  | 21 gennaio 1961 | 84 · 85 · 86 · 87                                                           | 3 1⁄2   | 1960 Dimessosi per diventare Segretario degli Interni |
| Vacante | Vacante | Vacante         | Vacante | Vacante      | 21 gennaio 1961 | 2 maggio 1961   | 87                                                                          |         | |
| 3       |         | Mo Udall        |         | Democratico  | 2 maggio 1961   | 4 maggio 1991   | 88 · 89 · 90 · 91 · 92 · 93 · 94 · 95 · 96 · 97 · 98 · 99 · 100 · 101 · 102 | 14 1⁄2  | Eletto per terminare il mandato del fratello · 1962 · 1964 · 1966 · 1968 · 1970 · 1972 · 1974 · 1976 · 1978 · 1980 · 1982 · 1984 · 1986 · 1988 · 1990 Dimessosi |
| Vacante | Vacante | Vacante         | Vacante | Vacante      | 4 maggio 1991   | 3 ottobre 1991  | 102                                                                         |         | |
| 4       |         | Ed Pastor       |         | Democratico  | 3 ottobre 1991  | 3 gennaio 2003  | 103 · 104 · 105 · 106 · 107                                                 | 4 1⁄2   | Eletto per terminare il mandato di Udall · 1992 · 1994 · 1996 · 1998 · 2000 Candidatosi nel 4º distretto                                                        |
| 5       |         | Trent Franks    |         | Repubblicano | 3 gennaio 2003  | 3 gennaio 2013  | 108 · 109 · 110 · 111 · 112                                                 | 5       | 2002 · 2004 · 2006 · 2008 · 2010 Candidatosi nell'8º distretto                                                                                                  |
| 6       |         | Ron Barber      |         | Democratico  | 3 gennaio 2013  | 3 gennaio 2015  | 113                                                                         | 1       | 2012 Candidatosi nell'8º distretto |
| 7       |         | Martha McSally  |         | Repubblicano | 3 gennaio 2015  | 3 gennaio 2019  | 114 · 115                                                                   | 1       | 2014 · 2016 Candidatasi al Senato |
| 8       |         | Ann Kirkpatrick |         | Democratico  | 3 gennaio 2019  | 3 gennaio 2023  | 116 · 117                                                                   | 2       | 2018 · 2020 Non ricandidatasi |
| 9       |         | Eli Crane       |         | Repubblicano | 3 gennaio 2023  | in carica       | 118 · 119                                                                   | 2       | 2022 · 2024 |

### 3º distretto congressuale
| N. | Foto | Senatore              | Partito      | Partito                                                 | Carica         | Carica         | Congresso                                                                             | Mandati | Elezioni                                                      |
| N. | Foto | Senatore              | Partito      | Partito                                                 | Inizio         | Termine        | Congresso                                                                             | Mandati | Elezioni                                                      |
| -- | ---- | --------------------- | ------------ | ------------------------------------------------------- | -------------- | -------------- | ------------------------------------------------------------------------------------- | ------- | ------------------------------------------------------------- |
| 1  |      | George F. Senner, Jr. |              | Democratico                                             | 3 gennaio 1963 | 3 gennaio 1967 | 88 · 89                                                                               | 2       | 1962 · 1964 Perse la rielezione                               |
| 2  |      | Sam Steiger           |              | Repubblicano                                            | 3 gennaio 1967 | 3 gennaio 1977 | 90 · 91 · 92 · 93 · 94                                                                | 5       | 1966 · 1968 · 1970 · 1972 · 1974 Candidatosi al Senato        |
| 3  |      | Bob Stump             |              | Democratico                                             | 3 gennaio 1977 | 3 gennaio 2003 | 95 · 96 · 97                                                                          | 13      | 1976 · 1978 · 1980                                            |
| 3  |      | Bob Stump             | Repubblicano | 98 · 99 · 100 · 101 · 102 · 103 · 104 · 105 · 106 · 107 | 3 gennaio 1977 | 3 gennaio 2003 | 1982 · 1984 · 1986 · 1988 · 1990 · 1992 · 1994 · 1996 · 1998 · 2000 Non ricandidatosi | 13      |                                                               |
| 4  |      | John Shadegg          |              | Repubblicano                                            | 3 gennaio 2003 | 3 gennaio 2011 | 108 · 109 · 110 · 111                                                                 | 4       | 2002 · 2004 · 2006 · 2008 Non ricandidatosi                   |
| 5  |      | Ben Quayle            |              | Repubblicano                                            | 3 gennaio 2011 | 3 gennaio 2013 | 112                                                                                   | 1       | 2010 Non ottenne la ricandidatura                             |
| 6  |      | Raúl Grijalva         |              | Democratico                                             | 3 gennaio 2013 | 3 gennaio 2023 | 113 · 114 · 115 · 116 · 117                                                           | 5       | 2012 · 2014 · 2016 · 2018 · 2020 Candidatosi nel 7º distretto |
| 7  |      | Ruben Gallego         |              | Democratico                                             | 3 gennaio 2023 | 3 gennaio 2025 | 118                                                                                   | 1       | 2022 Candidatosi al Senato                                    |
| 8  |      | Yassamin Ansari       |              | Democratico                                             | 3 gennaio 2025 | in carica      | 119                                                                                   | 1       | 2024                                                          |

### 4º distretto congressuale
| N. | Foto | Senatore             | Partito | Partito      | Carica         | Carica         | Congresso                   | Mandati | Elezioni                                                      |
| N. | Foto | Senatore             | Partito | Partito      | Inizio         | Termine        | Congresso                   | Mandati | Elezioni                                                      |
| -- | ---- | -------------------- | ------- | ------------ | -------------- | -------------- | --------------------------- | ------- | ------------------------------------------------------------- |
| 1  |      | John Bertrand Conlan |         | Repubblicano | 3 gennaio 1973 | 3 gennaio 1977 | 93 · 94                     | 2       | 1972 · 1974 Candidatosi al Senato                             |
| 2  |      | Eldon D. Rudd        |         | Repubblicano | 3 gennaio 1977 | 3 gennaio 1987 | 95 · 96 · 97 · 98 · 99      | 5       | 1976 · 1978 · 1980 · 1982 · 1984 Non ricandidatosi            |
| 3  |      | Jon Kyl              |         | Repubblicano | 3 gennaio 1987 | 3 gennaio 1995 | 100 · 101 · 102 · 103       | 4       | 1986 · 1988 · 1990 · 1992 Candidatosi al Senato               |
| 4  |      | John Shadegg         |         | Repubblicano | 3 gennaio 1995 | 3 gennaio 2003 | 104 · 105 · 106 · 107       | 1       | 1994 · 1996 · 1998 · 2000 Candidatosi nel 3º distretto        |
| 5  |      | Ed Pastor            |         | Democratico  | 3 gennaio 2003 | 3 gennaio 2013 | 108 · 109 · 110 · 111 · 112 | 5       | 2002 · 2004 · 2006 · 2008 · 2010 Candidatosi nel 7º distretto |
| 6  |      | Paul Gosar           |         | Repubblicano | 3 gennaio 2013 | 3 gennaio 2023 | 113 · 114 · 115 · 116 · 117 | 5       | 2012 · 2014 · 2016 · 2018 · 2020 Candidatosi nel 9º distretto |
|    |      | Greg Stanton         |         | Democratico  | 3 gennaio 2023 | in carica      | 118 · 119                   | 1       | 2022 · 2024                                                   |

### 5º distretto congressuale
| N. | Foto | Senatore              | Partito | Partito      | Carica         | Carica         | Congresso                                          | Mandati | Elezioni                                                                                   |
| N. | Foto | Senatore              | Partito | Partito      | Inizio         | Termine        | Congresso                                          | Mandati | Elezioni                                                                                   |
| -- | ---- | --------------------- | ------- | ------------ | -------------- | -------------- | -------------------------------------------------- | ------- | ------------------------------------------------------------------------------------------ |
| 1  |      | James F. McNulty, Jr. |         | Democratico  | 3 gennaio 1983 | 3 gennaio 1985 | 98                                                 | 1       | 1982 Perse la rielezione                                                                   |
| 2  |      | Jim Kolbe             |         | Repubblicano | 3 gennaio 1985 | 3 gennaio 2003 | 99 · 100 · 101 · 102 · 103 · 104 · 105 · 106 · 107 | 9       | 1984 · 1986 · 1988 · 1990 · 1992 · 1994 · 1996 · 1998 · 2000 Candidatosi nell'8º distretto |
| 3  |      | J. D. Hayworth        |         | Repubblicano | 3 gennaio 2003 | 3 gennaio 2007 | 108 · 109                                          | 2       | 2002 · 2004 Perse la rielezione                                                            |
| 4  |      | Harry Mitchell        |         | Democratico  | 3 gennaio 2007 | 3 gennaio 2011 | 110 · 111                                          | 2       | 2006 · 2008 Perse la rielezione                                                            |
| 5  |      | David Schweikert      |         | Repubblicano | 3 gennaio 2011 | 3 gennaio 2013 | 112                                                | 1       | 2010 Candidatosi nel 6º distretto                                                          |
| 6  |      | Matt Salmon           |         | Repubblicano | 3 gennaio 2013 | 3 gennaio 2017 | 113 · 114                                          | 2       | 2012 · 2014 Non ricandidatosi                                                              |
| 7  |      | Andy Biggs            |         | Repubblicano | 3 gennaio 2017 | in carica      | 115 · 116 · 117 · 118 · 119                        | 5       | 2016 · 2018 · 2020 · 2022 · 2024                                                           |

### 6º distretto congressuale
| N. | Foto | Senatore         | Partito | Partito      | Carica         | Carica         | Congresso                   | Mandati | Elezioni                                                      |
| N. | Foto | Senatore         | Partito | Partito      | Inizio         | Termine        | Congresso                   | Mandati | Elezioni                                                      |
| -- | ---- | ---------------- | ------- | ------------ | -------------- | -------------- | --------------------------- | ------- | ------------------------------------------------------------- |
| 1  |      | Karan English    |         | Democratico  | 3 gennaio 1993 | 3 gennaio 1995 | 103                         | 1       | 1992 Perse la rielezione                                      |
| 2  |      | J. D. Hayworth   |         | Repubblicano | 3 gennaio 1995 | 3 gennaio 2003 | 104 · 105 · 106 · 107       | 4       | 1994 · 1996 · 1998 · 2000 Candidatosi nel 5º distretto        |
| 3  |      | Jeff Flake       |         | Repubblicano | 3 gennaio 2003 | 3 gennaio 2013 | 108 · 109 · 110 · 111 · 112 | 5       | 2002 · 2004 · 2006 · 2008 · 2010 Candidatosi al Senato        |
| 4  |      | David Schweikert |         | Repubblicano | 3 gennaio 2013 | 3 gennaio 2023 | 113 · 114 · 115 · 116 · 117 | 5       | 2012 · 2014 · 2016 · 2018 · 2020 Candidatosi nel 1º distretto |
| 5  |      | Juan Ciscomani   |         | Repubblicano | 3 gennaio 2023 | in carica      | 118 · 119                   | 2       | 2022 · 2024                                                   |

### 7º distretto congressuale
| N.      | Foto    | Senatore      | Partito | Partito     | Carica         | Carica         | Congresso                   | Mandati | Elezioni                                                      |
| N.      | Foto    | Senatore      | Partito | Partito     | Inizio         | Termine        | Congresso                   | Mandati | Elezioni                                                      |
| ------- | ------- | ------------- | ------- | ----------- | -------------- | -------------- | --------------------------- | ------- | ------------------------------------------------------------- |
| 1       |         | Raúl Grijalva |         | Democratico | 3 gennaio 2003 | 3 gennaio 2013 | 108 · 109 · 110 · 111 · 112 | 5       | 2002 · 2004 · 2006 · 2008 · 2010 Candidatosi nel 3º distretto |
| 2       |         | Ed Pastor     |         | Democratico | 3 gennaio 2013 | 3 gennaio 2015 | 113                         | 1       | 2012 Non ricandidatosi                                        |
| 3       |         | Ruben Gallego |         | Democratico | 3 gennaio 2015 | 3 gennaio 2023 | 114 · 115 · 116 · 117       | 4       | 2014 · 2016 · 2018 · 2020 Candidatosi nel 3º distretto        |
| 4       |         | Raúl Grijalva |         | Democratico | 3 gennaio 2023 | 13 marzo 2025  | 118 · 119                   | 2       | 2022 · 2024 Deceduto                                          |
| Vacante | Vacante | Vacante       | Vacante | Vacante     | 13 marzo 2025  |                | 119                         |         |                                                               |

### 8º distretto congressuale
| N.      | Foto    | Senatore           | Partito | Partito      | Carica          | Carica          | Congresso       | Mandati | Elezioni                                                                         |
| N.      | Foto    | Senatore           | Partito | Partito      | Inizio          | Termine         | Congresso       | Mandati | Elezioni                                                                         |
| ------- | ------- | ------------------ | ------- | ------------ | --------------- | --------------- | --------------- | ------- | -------------------------------------------------------------------------------- |
| 1       |         | Jim Kolbe          |         | Repubblicano | 3 gennaio 2003  | 3 gennaio 2007  | 108 · 109       | 2       | 2002 · 2004 Non ricandidatosi                                                    |
| 2       |         | Gabrielle Giffords |         | Democratico  | 3 gennaio 2007  | 25 gennaio 2012 | 110 · 111 · 112 | 2 1⁄2   | 2006 · 2008 · 2010 Dimessasi                                                     |
| Vacante | Vacante | Vacante            | Vacante | Vacante      | 25 gennaio 2012 | 12 giugno 2012  | 112             |         |                                                                                  |
| 3       |         | Ron Barber         |         | Democratico  | 12 giugno 2012  | 3 gennaio 2013  | 112             | 1⁄2     | Eletto per terminare il mandato di Giffords                                      |
| 4       |         | Trent Franks       |         | Repubblicano | 3 gennaio 2013  | 8 dicembre 2017 | 113 · 114 · 115 | 2 1⁄2   | 2012 · 2014 · 2016 Dimessosi                                                     |
| Vacante | Vacante | Vacante            | Vacante | Vacante      | 8 dicembre 2017 | 7 maggio 2018   | 115             |         |                                                                                  |
| 5       |         | Debbie Lesko       |         | Repubblicano | 7 maggio 2018   | 3 gennaio 2025  | 116 · 117 · 118 | 3       | Eletta per terminare il mandato di Franks · 2018 · 2020 · 2022 Non ricandidatasi |
| 6       |         | Abraham Hamadeh    |         | Repubblicano | 3 gennaio 2025  | in carica       | 119             | 3       | 2024                                                                             |

### 9º distretto congressuale
| N.                                          | Foto | Senatore       | Partito | Partito      | Carica         | Carica         | Congresso       | Mandati | Elezioni                                 |
| N.                                          | Foto | Senatore       | Partito | Partito      | Inizio         | Termine        | Congresso       | Mandati | Elezioni                                 |
| ------------------------------------------- | ---- | -------------- | ------- | ------------ | -------------- | -------------- | --------------- | ------- | ---------------------------------------- |
| Il distretto venne creato il 3 gennaio 2013 |      |                |         |              |                |                |                 |         |                                          |
| 1                                           |      | Kyrsten Sinema |         | Democratico  | 3 gennaio 2013 | 3 gennaio 2019 | 113 · 114 · 115 | 1       | 2012 · 2014 · 2016 Candidatasi al Senato |
| 2                                           |      | Greg Stanton   |         | Democratico  | 3 gennaio 2019 | 3 gennaio 2023 | 116 · 117       | 1       | 2018 · 2020 Candidatosi nel 3º distretto |
| 3                                           |      | Paul Gosar     |         | Repubblicano | 3 gennaio 2023 | in carica      | 118 · 119       | 2       | 2022 · 2024                              |